# Igor Tudor
Igor Tudor (16. duben 1978, Split, Jugoslávie) je fotbalový trenér a bývalý chorvatský fotbalový obránce.

## Klubová kariéra
Chorvatský tým Hajduk Split byl klubem, kde započala Tudorova profesionální kariéra. Za Hajduk hrál od roku 1995 do roku 1998, poté přestoupil do Juventusu a stal se nejdražším přestupem chorvatského celku. První titul s Juventusem vyhrál v sezóně 2001/02 pod trenérem Marcello Lippim, přestože se na jaře v závěru sezóny zranil.
Zahrál si v 25 zápasech (a vstřelil 6 branek), jeho výkony vzbudily zájem anglického klubu Manchester United, přestup byl však Juventusem zamítnut.
Druhý titul s Juventusem vybojoval hned následující sezónu 2002/03. V tomto ročníku se Juventus účastnil také Ligy mistrů a Tudor vstřelil důležitý gól v 93. minutě závěrečného domácího utkání druhé skupinové fáze proti španělskému klubu Deportivo de La Coruña.
Turínský klub se probojoval až do finále, kde na penalty podlehl jinému italskému týmu AC Milán. Tudor do finále zasáhl, ve 42. minutě byl ale vystřídán Alessandrem Birindellim.
V roce 2008 ukončil po vleklých zraněních aktivní kariéru.

## Trenérská kariéra
V roce 2013 se vrátil do Hajduku Split, tentokrát ale jako trenér.

## Reprezentační kariéra
Igor Tudor debutoval 15. listopadu 1997 v zápase proti Ukrajině. Zúčastnil se mistrovství světa ve Francii v roce 1998, kde zasáhl do tří utkání jako střídající hráč. Chorvatsko na šampionátu získalo bronzovou medaili.
Zranění kotníku Tudorovi zabránilo zahrát si na mistrovství světa v roce 2002 v Japonsku a Jižní Koreji.
Zranění jej stíhala i při kvalifikaci na mistrovství Evropy konané dva roky nato, na závěrečném turnaji si nakonec zahrál. Chorvatsko po dvou remízách a jedné prohře do čtvrtfinále nepostoupilo. Ve druhém zápase s Francií Tudor zavinil oba góly soupeře, zápas tak nakonec skončil 2-2.

## Úspěchy (jako hráč)

### Klubové
Juventus Turín
- Italská liga
  - 1. místo: 2001/02, 2002/03
- Liga mistrů
  - 2. místo: 2002/03

### Reprezentační
Chorvatská fotbalová reprezentace
- Mistrovství světa
  - 3. místo: 1998

### Individuální
Chorvatský hráč roku: 2001